# Rufi Osmani
Rufi Osmani (* 20. August 1960 in Čajle, Gostivar, FV Jugoslawien) ist ein  Politiker, Publizist und Wirtschaftswissenschaftler aus Mazedonien. Er ist der Gründer und seitdem auch der Vorsitzende der Nationalen Demokratischen Wiedergeburt (RDK).

## Werdegang

### Ausbildung
Rufi Osmani studierte während seiner Jugendzeit an der Universität Pristina und absolvierte 1983 an der Wirtschaftlichen Fakultät. 1998 registrierte er sich für ein postgraduales Studium, welches er im Januar 2002 beendete und dafür den Master für Wirtschaftswissenschaften erhielt.
Im Januar 2005 wurde ihm für seine These Die Zusammenarbeit Albaniens und Mazedoniens mit dem Internationalen Währungsfonds und der Weltbank, eine vergleichende Analyse (Originaltitel: Bashkëpunimi i Shqipërisë dhe Maqedonisë me Fondin Monetar Ndërkombëtar dhe Bankën Botërore, një analizë krahasimore) der Titel eines Doktors für Wirtschaftswissenschaften verliehen.

### Anfänge in der Politik
Rufi Osmani wurde 1994 ins Parlament der Republik Mazedonien als Kandidat der Partei für Demokratische Prosperität (PPD) gewählt. Zwei Jahre später trat er von diesem Posten zurück, da er bei den Kommunalwahlen für das Bürgermeisteramt in seiner Geburtsstadt Gostivar kandidierte und dann auch gewann. Osmani übte dieses Amt bis im April 1998 aus.

### Zeit als Dozent
Osmani spielte schon bei der Gründung der Universität Tetovo im Jahr 1994 eine bedeutende Rolle. Er war lange Zeit für die Finanzen an dieser Hochschule zuständig und dozierte zugleich bis ins Jahr 2003. Danach wechselte er an die ebenfalls in Tetovo liegende, private South East European University, wo er bis im März 2009 als Universitätsprofessor tätig war.

### Protest des Bürgermeisters gegen Diskriminierung
Nach sechs Monaten institutionellem und demokratischem Widerstand zur Legalisierung der Flagge Albaniens in Mazedonien und der anschließenden blutigen Zerschlagung der Demonstration in Gostivar am 9. Juli 1997 wurde Rufi Osmani von der mazedonischen Polizei verhaftet. Er wurde in erster Instanz mit 14 und in zweiter mit sieben Jahren Gefängnis verurteilt. Nach etwa zwei Jahren wurde er jedoch wieder aufgrund einer landesweiten Amnestie freigelassen.

### Rückkehr in die Politik
Bei den Kommunalwahlen am 22. März und 5. April 2009 wurde Osmani zum zweiten Mal in das Amt des Bürgermeisters von Gostivar gewählt. Die große Mehrheit unterstützte ihn dabei.
Am 6. März 2011 gründete Rufi Osmani, der bis anhin in der Politik als Unabhängiger galt, mit einigen anderen Politikern die Nationale Demokratische Wiedergeburt (RDK), dessen Vorsitzender er seitdem ist. Bei den folgenden Parlamentswahlen am 5. Juni 2011 erlangte seine Partei zwei der 123 Sitze.